# Go Kyung-pyo
Go Kyung-pyo (고경표?, 高庚杓?, Go Gyeong-pyoLR, Ko Kyŏngp'yoMR; Incheon, 11 giugno 1990) è un attore e comico sudcoreano.
Attivo sul piccolo e grande schermo fin dagli anni duemiladieci, ha raggiunto la popolarità grazie alla partecipazione al serial Eungdaphara 1988. Sin da allora si è distinto per i suoi ruoli in Jiltu-ui hwasin, Chicago tajagi e Choegang baedalkkun.

## Biografia
Nativo di Seul, compie il suo debutto da attore nel 2010 ed è membro del cast di Saturday Night Live Korea per le sue prime tre stagioni. Seguono per lui ruoli minori nei serial televisivi Standby (2012), I-utjip kkonminam (2013) e Nae-ildo cantabile (2014).
Il ruolo che lo lancia è tuttavia quello di Sun-woo in Eungdaphara 1988, drama apprezzato sia dalla critica che dal pubblico. Più tardi interpreta Go Jung-won nel serial Jiltu-ui hwasin, ruolo che gli vale il premio come "Miglior nuovo attore" agli SBS Drama Awards 2016.
Agli inizi del 2017 compare poi in Chicago tajagi, a fianco di Yoo Ah-in e Im Soo-jung, prima di ottenere il suo primo ruolo da protagonista in Choegang baedalkkun, assieme alla giovane Chae Soo-bin.

## Filmografia

### Cinema
- 5baengmanbur-ui sana-i (5백만불의 사나이?), regia di Ik-ro Kim (2012)
- Museo-un i-yagi 2 (무서운 이야기 2?), regia di Min Kyu-dong, Kim Sung-ho, Kim Hwi e Jung Bum-sik (2013)
- Cheongchunjeongdam (청춘정담?), regia di Moon In-soo (2013)
- Tacchi alti (하이힐?, Hai-hilLR), regia di Jang Jin (2014)
- L'impero e la gloria - Roaring Currents (명량?, MyeongnyangLR), regia di Kim Han-min (2014)
- Working Girl (워킹걸?, WokinggeolLR), regia di Jung Bum-shik (2015)
- Chinatown (차이나타운?, Cha-inata-unLR), regia di Han Jun-hee (2015)
- Gansin (간신?), regia di Min Kyu-dong (2015)
- Decision to Leave, regia di Park Chan-wook (2022)

### Cortometraggi
- Jor-eob-yeohaeng (졸업여행?), regia di Park Sun-ju (2012)
- Insaeng-eun sae-ongjima (인생은 새옹지마?), regia di Kim Tae-yong (2014)

### Televisione
- Jungle Fish 2 (정글피쉬 2?) – serie TV (2010)
- Sarang-eul mid-eo-yo (사랑을 믿어요?) – serie TV (2011)
- Propose daejakjeon (프러포즈 대작전?) – serie TV (2012)
- Standby (스탠바이?) – serie TV (2012)
- Sin-ui quiz (신의 퀴즈?) – serie TV (2012)
- I-utjip kkonminam (이웃집 꽃미남?) – serie TV (2013)
- Gamjabyeol 2013QR3 (감자별 2013QR3?) – serie TV (2013)
- Nae-ildo cantabile (내일도 칸타빌레?) – serie TV (2014)
- Maendorong ttottot (맨도롱 또똣?) – serie TV (2015)
- Eungdaphara 1988 (응답하라 1988?) – serie TV (2015-2016)
- Jiltu-ui hwasin (질투의 화신?) – serie TV (2016)
- Chicago tajagi (시카고 타자기?) – serie TV (2017)
- Choegang baedalkkun (최강 배달꾼?) – serie TV (2017)
- Alex Cross (크로스?) – serie TV (2018)
- Sasaenghwal (사생활?) – serie TV (2020)
- D.P. – serie TV (2021-2023)
- Wolsugeumhwamokto (월수금화목토?) – serie TV (2022)
- Frankly Speaking (비밀은 없어?, Bimir-eun eobs-eoLR) – serie TV (2024)

### Programmi televisivi
- Saturday Night Live Korea (TVN, 2011-2012)
- Youth Over Flowers: Africa (TVN, 2016)